# Centrale del latte di Napoli
La Centrale del latte di Napoli S.p.A. è stata un'azienda casearia con sede a Napoli.
La sua sede era situata in Corso Orientale (denominato nel secondo dopoguerra Corso Malta), in cui vi è rimasta fino alla chiusura dello stabilimento. Il marchio è di proprietà della Parmalat di Calisto Tanzi.

## Storia
Fondata nel 1928 dal Comune di Napoli, la Centrale del latte di Napoli provvedeva alla mungitura, alla pastorizzazione e alla distribuzione del latte in città e nel suo hinterland. Il declino della società ha inizio proprio nel periodo degli scandali di "tangentopoli"; nel 1992, infatti, la società viene commissariata in seguito ad accuse di cattiva gestione. Nel luglio del 1993, scoppia uno scandalo dopo la pubblicazione di una notizia, secondo quale la Centrale avrebbe distribuito un lotto di latte contaminato da batteri coliformi. La notizia in seguito risulterà falsa. L'avvenimento tuttavia porta alla sospensione delle attività della società; che comunque ripresero nel mese stesso, ma che andarono in crisi anche a seguito di alcune minacce da parte di personaggi legati alla camorra locale, dopo alcune intimidazioni al Presidente del C.d.A. dell'azienda municipalizzata, Marcello Lando. Nell'ottobre del 1993 furono poi arrestati diversi ex-amministratori, nell'ambito dello scandalo della ramificazione dell'inchiesta di mani pulite napoletana: gli indagati, infatti, avrebbero usufruito di favori e mal gestito appositamente l'ente per favori politici. Da allora, la centrale non ha più riaperto, né sono stati presentati progetti di riapertura nel corso degli anni. Il marchio è stato poi ceduto alla Parmalat.

## Filmografia
- Mani Pulite - I viceré - film documentario del 1997 diretto da Pino Corrias